# 22-га планерна дивізія (Третій Рейх)
22-га піхо́тна (пла́нерна) диві́зія (нім. 22.Infanterie-Division (Luftlande)) — піхотна дивізія, з'єднання Люфтваффе в складі повітряно-десантних військ Німеччини часів Другої світової війни. У березні 1945 переформована на 22-гу фольксгренадерську дивізію.

## Історія дивізії
Сформована як 22-га піхотна дивізія (нім. 22. Infanterie-Division) в жовтні 1934.

## Склад дивізії (1940)
- штаб дивізії
- 16-й піхотний полк;
- 47-й піхотний полк;
- 65-й піхотний полк;
- 22-й артилерійський полк;
- протитанковий дивізіон;
- зенітний батальйон;
- кулеметний батальйон;
- саперний батальйон.

## Командування

### Командири дивізії
- генерал-майор Вільгельм Кейтель (нім. Wilhelm Keitel) (1 жовтня 1934 — 15 жовтня 1935);
- генерал-лейтенант Адольф Штраус (нім. Adolf Strauß) (15 жовтня 1935 — 10 листопада 1938);
- генерал-лейтенант граф Ганс фон Шпонек (нім. Hans Graf von Sponeck) (10 листопада 1938 — 10 жовтня 1941);
- генерал від інфантерії Людвіг Вольфф (нім. Ludwig Wolff) (10 жовтня 1941 — 1 серпня 1942);
- генерал від інфантерії Фрідріх-Вільгельм Мюллер (нім. Friedrich-Wilhelm Müller) (1 серпня 1942 — 15 лютого 1944);
- генерал-майор Генріх Крайпе (нім. Heinrich Kreipe) (15 лютого — 26 квітня 1944);
- генерал-лейтенант Гельмут Фрібе (нім. Helmut Friebe) (1 травня 1944 — 15 квітня 1945).

## Нагороджені дивізії
Нагороджені Сертифікатом Пошани Головнокомандувача Сухопутних військ для військових формувань Вермахту
- 15 липня 1942 — 1-й батальйон 16-го піхотного полку за бойові заслуги під час штурму Севастополя 13 червня 1942 (1079);
- 15 липня 1942 — 3-й батальйон 16-го піхотного полку за бойові заслуги під час штурму Севастополя 13 червня 1942 (1081);

Нагороджені Сертифікатом Пошани Головнокомандувача Сухопутних військ для військових формувань Вермахту за збитий літак противника
- - 1 лютого 1944 — 7-ма батарея 22-го артилерійського полку за дії 13 листопада 1943 (455);
  - 1 лютого 1944 — 7-ма батарея 22-го артилерійського полку за дії 23 липня 1943 (456);
  - 1 лютого 1944 — 8-ма батарея 22-го артилерійського полку за дії 23 липня 1943 (457);
  - 1 травня 1944 — 22-й протитанковий дивізіон за дії 9 листопада 1943 (480);

Нагороджені дивізії
|  | Кавалери Нагрудного знаку ближнього бою в золоті                                                           | 9 |
|  | Кавалери Золотого Німецького Хреста                                                                        | 46 |
|  | Кавалери Лицарського хреста Залізного хреста з Дубовим листям                                              | 2 (№ 58 оберст-лейтенант Оскар фон Боддін — 08.01.1942 № 100 генерал-майор Людвіг Вольф — 22.06.1942) |
|  | Кавалери Лицарського хреста Залізного хреста                                                               | 21 |
|  | Кавалери Почесної застібки Сухопутних військ «Почесна застібка на орденську стрічку для Сухопутних військ» | 6 |
|  | Кавалери ордену Михая Хороброго ІІІ ступеня (Румунія)                                                      | 4 |

- Нагороджені Сертифікатом Пошани Головнокомандувача Сухопутних військ (13)
- Нагороджені Сертифікатом Пошани Головнокомандувача Сухопутних військ за збитий літак противника (1)